# 銭前
銭前（せん ぜん、1962年 - ）は、中国の農学者。中国水稲研究所副所長。中国科学院院士。

## 経歴
安徽省安慶市出身。1983年、南開大学卒業。1989年、北海道大学修士課程修了。北大では作物遺伝学と育種学を専攻。1995 年、中国農業科学院博士。